# Ким Хак Гю
Ким Хак Гю (1889 год — дата и место смерти не известны) — колхозник колхоза «Гигант» Чиилийского района Кзыл-Ординской области, Казахская ССР. Герой Социалистического Труда (1950).

## Биография
Родился в 1889 году на Дальнем Востоке Российской империи.
После депортации корейцев был определён на спецпоселение в Чиилийский район Кзыл-Ординской области, Казахская ССР. Работал в одном из звеньев рисоводческого колхоза «Гигант» Чиилийского района.
В 1949 году рисоводческое звено, в котором работал Ким Хак Гю, собрало высокий урожай риса. За эти выдающиеся трудовые достижения был удостоен указом Президиума Верховного Совета СССР от 21 июня 1950 года звания Героя Социалистического Труда.